# كورال أطفال شيكاغو
كورال شيكاغو للأطفال هي منظمة غير ربحية، تأسست عام 1956 في الكنيسة الموحدة الأولى في شيكاغو.

## منظمة
تأسست في هايد بارك في عام 1956، تم تأسيس كورال أطفال شيكاغو من كورال واحد إلى شبكة من البرامج داخل المدرسة، المدرسة تخدم ما يقرب من 5000 طالب في جميع أنحاء مدينة شيكاغو. جوزفين لي التي تشغل حاليًا منصب الرئيس والمدير الفني، وجودي هانسون، المدير الفني المساعد الأول، وميتشل أوينز، الملحن المقيم، لوني نوروود، مدير دراسات أفريكانا، وجون جودوين، عازف البيانو الرئيسي.

## تاريخ
في عام 1956 خلال حركة الحقوق المدنية، أسس كريستوفر مور كورال شيكاغو للأطفال متعددة الأعراق والثقافات في الكنيسة الموحدة الأولى في هايد بارك في شيكاغو.  كان يعتقد أن الشباب من خلفيات متنوعة يمكنهم فهم بعضهم البعض بشكل أفضل وأنفسهم من خلال تعلم كيفية صنع موسيقى جميلة معًا. اليوم، الكورال مستقل تمامًا ويخدم شيكاغو بأكملها من منزله في مركز شيكاغو الثقافي.
ومن بين المطربين المتميزين ديفيد إدموندز، الذي غنى مع الكورال من 1970 إلى 1977. غنى مقطوعات كلاسيكية وشعبية وروحية كعازف منفرد رئيسي في العديد من الحفلات الموسيقية، سواء في شيكاغو أو في الجولات الوطنية. يمكن سماعه في ألبوم عام 1972 لكورال أطفال شيكاغو في قاعة الأوركسترا. قام إدموندز أيضًا بأداء مع جوفري باليه، وأوركستر روكفلر، وبريتون. توفي من مضاعفات الإيدز عام 1990. 

## ديسكغرفي

### ألبومات
- هذا هو الإيقاع (1960) (مع إيلا جنكينز)
- مناولة الزهور (1961)
- التسجيل في الكنيسة الموحدة الأولى (1962-1963)
- تسجيل "ستغني أغنية وسأغني أغنية" مع إيلا جنكينز (1966)
- تسجيل "عزف على آلاتك واصنع صوتاً جميلاً" مع إيلا جنكينز (1967)
- كورال أطفال شيكاغو تغني في قاعة الأوركسترا (1972)
- ها هذا النجم (1973)
- جامبو وأغاني وأغاني أخرى للنداء والاستجابة (مع إيلا جنكينز ) (1974)
- كورال أطفال شيكاغو في حفلة موسيقية (1974)
- دع جورج يفعلها (1974)
- كورال أطفال شيكاغو تغني للأطفال (1976)
- إنها موسيقى (1977)
- ارفع كل صوت (1981)
- التنقل من مكان إلى آخر مع إيلا جنكينز (1983)
- فريق جولة أبريل (1985)
- حفل يونيو جالاس (1985)
- قداس الإنجيل (1986)
- في التقليد الشعبي (1987)
- مختارات من كورال أطفال شيكاغو (1990)
- أغاني الموسم (1991)
- يونيو غالاس (1992)
- مقتطفات جولة اليابان (1992)
- مهرجان كورال الأطفال (1993)
- الصوت المثير لـ كورال أطفال شيكاغو (1993)
- هوب، هوب، هوب! أغاني الغناء والرقص من الدعسوقة (1994) (مع أوريانا سينجرز)
- هدايا بسيطة (1994)
- هل تسمع الناس تغني (1996) (مسجل مباشر من جولة جنوب إفريقيا)
- 40 عامًا من الانسجام (1997)
- أغاني الروح البشري (حوالي 2000)
- حفل الربيع (2001)
- كورال شيكاغو للأطفال على الهواء مباشرة من فيينا (2001)
- افتح قلبك (2004)
- يجب أن يكون لديك أغنية (2004)
- سيتا رام (2008)
- أغاني على الطريق إلى الحرية (2008)
- أفضل وقت في السنة: موسيقى لموسم الأعياد (2009)
- انسجام عطلة (2009)
- عطلة (2010)
- كلنا نعيش هنا (2016)
- الانسجام الجديد (2019)

### مظاهر أخرى
- الحياة والأوقات - الرقصة المأساوية (2009، ارينا روك)[5]
- تشانس ذا رابر - "كل ما حصلنا عليه" و "نفس الأدوية" و "ما أعظمها" و "خط النهاية / الغرق" من كتاب التلوين (2016) [6]

## جولات
جولات صوت شيكاغو (كورال الحفلات الموسيقية سابقًا):
- 2023
  - ليكسينغتون، كنتاكي - من 14 إلى 17 يناير 2023
  - ميامي، فلوريدا (w / Dimension) - 1-5 مارس 2023
- 2022 - مصر، نسمة محجوب في برنامج منى الشاذلي 19-30 يونيو 2022.[7]
- 2020 - لوس أنجلوس، كاليفورنيا - تم الإلغاء بسبب جائحة Covid-19 - تم التخطيط له في 30 أبريل - 4 مايو 2020
- 2019 - إسبانيا - 20 يونيو - 1 يوليو 2019
- 2018 - إسرائيل وفلسطين - تم الإلغاء بسبب الاضطرابات السياسية
- 2017 - إيطاليا - 4-13 يوليو 2017
- 2016 - هافانا، كوبا (الجولة الأخيرة التي نظمتها منسقة الرحلات المحبوبة بيث كيرشنر)
- 2015 - مدينة نيويورك وواشنطن العاصمة
- 2014 - جنوب افريقيا

جولات الكورال:
- 2013 - الهند
- 2012 - ايطاليا
- 2011 - جولة البلطيق: إستونيا وفنلندا ولاتفيا مع بوبي ماكفيرين
- 2010 - ألاسكا
- 2009 - جولة أمريكا الجنوبية: الأرجنتين وأوروغواي
- 2008 - كوريا الجنوبية
- 2007 - "جولة الحرية": ألاباما، تينيسي، ميسيسيبي ولويزيانا
- 2006 - جمهورية التشيك
- 2005 - اليابان
- 2004 - كندا
- 2003 - المانيا
- 2002 - اليابان
- 2001 - المانيا والنمسا والمجر
- 2000 - كولورادو
- 1999 - إنجلترا واسكتلندا وويلز
- 1998 - شمال غرب المحيط الهادئ وكولومبيا البريطانية
- 1997 - إيطاليا وصقلية وسردينيا
- 1997 - اوكرانيا
- 1996 - جنوب افريقيا
- 1995 - كندا
- 1994 - روسيا
- 1993 - المكسيك
- 1992 - اليابان
- 1991 - نيو أورلينز، أتلانتا، ألاباما

- 1956-1981: بعد أن بدأت كورال شيكاغو للأطفال جولات (رحلات موسيقية ليلية) في منتصف الستينيات، استمرت الجولات سنويًا حتى عام 1981 على الأقل. الرحلات أدناه التي استغرقت أقل من أسبوع مميزة بعلامة *. أولئك الذين تقل أعمارهم عن 11 يومًا، دائمًا في الصيف، هم مونتريال الأولى (1967: 3 أسابيع)، بوسطن (1969: 2 أسبوعًا)، وأوروبا (1970: 6 أسابيع). تضمنت الجولات المدرجة هنا جميع أعضاء وحدة الأداء المتميز في الكورال، والمعروفة باسم "وحدة الجولة العليا" خلال معظم هذه الفترة.

- 1974-1981: القائمة غير مكتملة
- 1981: الساحل الشرقي / أونتاريو (تورنتو)
- 1978 الساحل الشرقي (أبريل)
- 1978 - ؟ (يمشي)
- 1977 - أوهايو * (نوفمبر)
- 1977 - الساحل الشرقي / كندا (تورنتو وأوتاوا ومونتريال) (أبريل) ورحلة متزامنة في شمال إلينوي *
- 1977 - الجنوب الغربي (مارس)
- 1976 ماديسون *

- 1973 الساحل الشرقي (أواخر أبريل)
- 1973 تينيسي (أوائل أبريل)
- 1973 نيو انجلاند (مارس: "جولة العاصفة الثلجية")
- 1972 نيو إنجلاند (أبريل)
- 1972 تكساس (مارس)
- 1971 - جولتان متزامنتان في أبريل إلى أجزاء مختلفة من الساحل الشرقي
- 1970 - إنجلترا، الدنمارك، ألمانيا الغربية (يونيو - يوليو)
- 1970 نيويورك 3 (أبريل)
- 1970 - كولورادو؟ (يمشي)
- 1969 - مينيسوتا * (نوفمبر) وآخر * في وقت واحد
- 1969 - منطقة بوسطن
- 1969 - منطقة واشنطن العاصمة (أبريل)
- 1969 نيويورك الثانية (مارس)
- 1968 كنتاكي - تينيسي * (خريف)
- 1968 ايوا * (مايو)
- 1968 نيويورك الأولى (أبريل)
- 1968 ماديسون ويس (مارس)
- 1967- مونتريال 2 (أكتوبر: إلى معرض 67)
- 1967- مونتريال الأولى (الصيف: إلى معرض 67)
- 1966 إنديانابوليس * (نوفمبر)
- 1965؟ - ماديسون *
- 1964؟ - الجنوب الغربي (تولسا موافق)